# Stichozyt

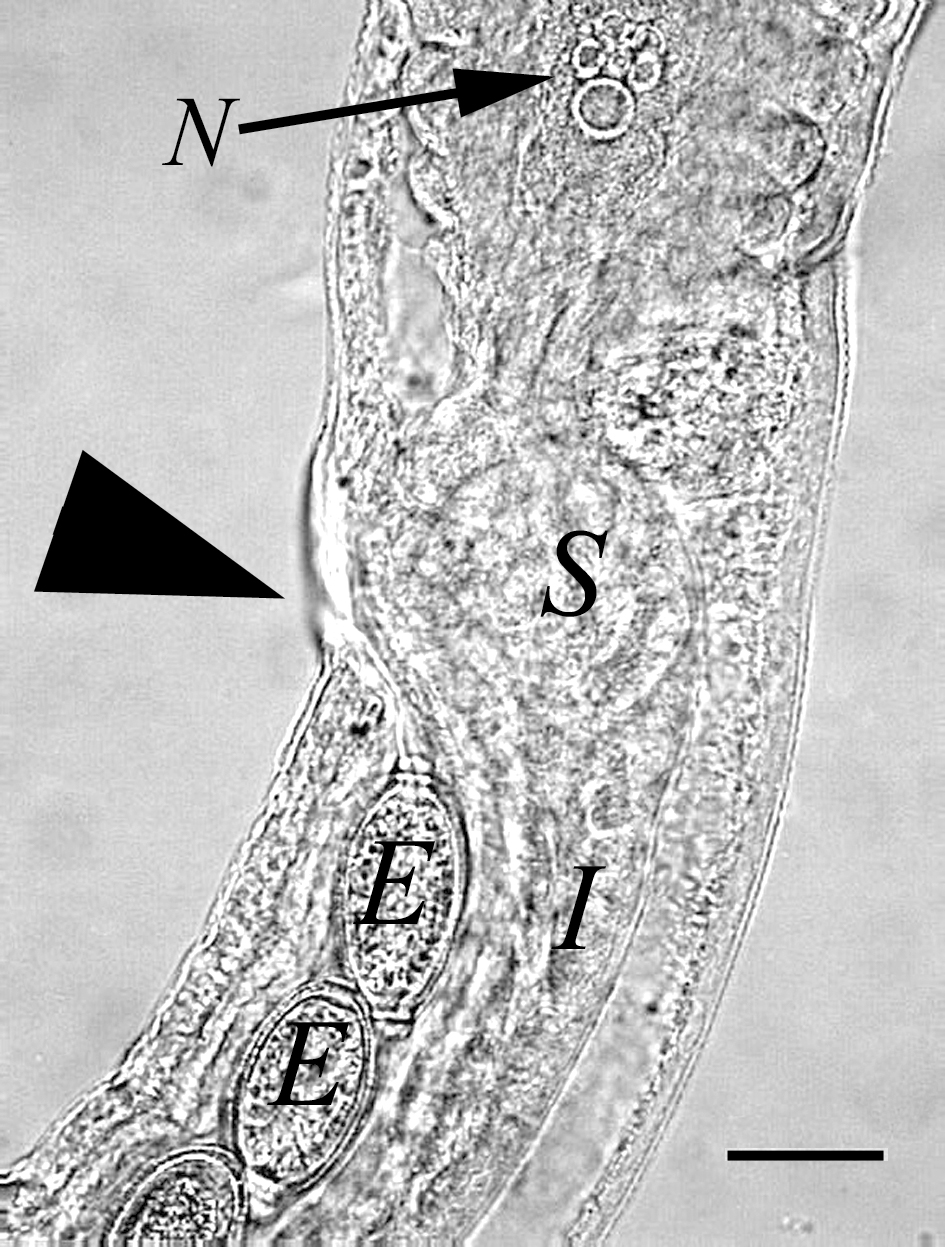
Mikroskopische Ansicht der Vulvaregion eines Lungenhaarwurms. N: Zellkern des hintersten Stichozyten, S: zwei übereinander gelagerte Sekretionszellen, I: Darm, E: Eier in der Vagina, Pfeilspitze: Vulva. Balken = 50 μm

Als Stichozyt bezeichnet man bei Fadenwürmern der Ordnung Trichocephalida Drüsenzellen entlang des Ösophagus (‚Speiseröhre‘), die nicht in das Ösophagusgewebe eingebettet sind. Eine reihenweise Anordnung dieser Stichozyten nennt man Stichosom.
Stichozyten können ein- oder mehrkernig sein. Sie enthalten Granula, welche die Hauptquelle für Produkte des Exokrinen Systems darstellen. Diese Granula werden über das Kanälchensystem in den Ösophagus abgegeben und verlassen den Fadenwurm über Mund, Mittel- oder Hinterdarm. Bei den Trichinen haben Larven fünf verschiedene Granula, Adulte zwei.